# 에즈기 아사롤루
에즈기 아사롤루(튀르키예어: Ezgi Asaroğlu, 1987년 6월 18일 ~ )는 터키의 영화, 텔레비전 배우이다.

## 출연 작품
- 나에게 자유를 (2008)